# Shermine Shahrivar
Shermine Shahrivar (n. 1982 în Teheran) este un fotomodel german. Ea a câștigat și titlul de regina frumuseții.

## Date biografice
Shermine are un tată iranian și o mamă germanca, ea a venit cu părinții în Germania, când avea vârsta de un an.
La data de 17 ianuarie 2004 în Aachen este aleasă Miss Germania, pe atunci era studentă în Duisburg. În acealași an în iunie candidează în Ecuador pentru titlul Miss International, iar în mai 2005 este aleasă Miss Europe. Din decembrie 2004 până în martie 2005 moderează emisiunea TV "Traumpartner" (Partenerul visului), sau joacă într-un film serial francez. Din 2007 este angajată în SUA ca fotomodel la American Apparel și face reclamă pentru diferite agenturi americane. În prezent are domicilul în Berlin deține o agenție de modă și s-a lăsat fotografiată în octombrie 2010 pentru a apare într-o revistă playboy. Din viața ei privată Shermine a fost în 2004 un an partenera actorului Ralf Bauer. Apoi a fost implicată într-un scandal public, cauzat de relația pe care a avut-o cu Albert al II-lea, Prinț de Monaco. Din 2009 până în iunie 2010 a fost partenera actorului Thomas Kretschmann, ca ulterior să fie împreună cu actorul Xavier Samuel.